# هلموت لاندسبيرغ
هلموت لاندسبيرغ (بالألمانية: Helmut Landsberg)‏ (و. 1906 – 1985 م) هو عالم أرصاد جوية من ألمانيا، والولايات المتحدة، ولد في فرانكفورت، وكان عضوًا في الأكاديمية الأمريكية للفنون والعلوم، والأكاديمية الوطنية للهندسة، توفي في جنيف، عن عمر يناهز 79 عاماً.

## التعليم
تعلم في جامعة غوته في فرانكفورت، وتحصل منها على دكتوراه.

## جوائز
حصل على جوائز منها:
- قلادة العلوم الوطنية (1983)
- Alfred Wegener Medal  [لغات أخرى]‏ (1980)
- جائزة المنظمة العالمية للأرصاد الجوية (1979).